# Baron Samedi

Baron Samedis Veve

Baron Samedi är en av andarna (lwa eller loa) i den haitiska voodoo-religionen. Baron Samedi är begravningsplatsernas herre och väktare och avbildas oftast med hög hatt, svart frack, mörka glasögon och med bomull i näsborrarna, likt en dödgrävare. Han brukar också ha ett vitt, dödskalleliknande ansikte.
Namnet kommer från det franska ordet samedi som betyder lördag.

## Baron Samedi i populärkulturen
Flera rollfigurer eller verk inom (populär)kulturen har fått namnet Baron Samedi. Dessa inkluderar:
- En rollfigur i James Bond-filmen Leva och låta dö (1973).[1] Skurken "Papa Ghede" uppträder ibland som Baron Samedi för att utnyttja haitiernas respekt för denna ande och få deras stöd i sina mörka gärningar.
- En sång på 10cc:s album Sheet Music (1974), inspirerad av figuren i Bond-filmen året innan.[2]
- En av gladiatorerna i TV4:s Gladiatorerna (2011–), där Patrick Lessa gestaltar anden.[3][4]
- Titeln på Bernard Lavilliers album från 2013.[5]